# Kwadratura koła Tarskiego
Kwadratura koła Tarskiego – problem postawiony w 1925 roku przez Alfreda Tarskiego, dotyczący możliwości podziału koła na skończoną liczbę części i ułożenia tych części w taki sposób, by utworzyły kwadrat o takim samym polu.
Przy dodatkowym warunku, że brzegi części podziału mają stanowić krzywe Jordana, taki podział nie jest możliwy. W 1990 węgierski matematyk Miklós Laczkovich udowodnił, że bez tego ograniczenia podział jest możliwy. Wykazał on istnienie podziału na około 1050 części będących zbiorami niemierzalnymi. Z powodu wykorzystania aksjomatu wyboru jest to dowód niekonstruktywny.
Dodatkowo Laczkovich udowodnił, że przy przemieszczaniu części wystarczy korzystać z przesunięć. W 2005 Trevor Wilson udowodnił ponadto, że można wybrać taki podział, aby było możliwe przesuwanie części w sposób ciągły, tak, by nie nachodziły na siebie.